# 弗朗齐歇克·布鲁纳
弗朗齐歇克·布鲁纳（捷克語：František Brůna，1944年10月13日—2017年4月24日），捷克男子手球运动员。他曾代表捷克斯洛伐克国家队参加1972年夏季奥林匹克运动会手球比赛，获得一枚银牌。